# San Andreas Quake
San Andreas Quake è un film del 2015, scritto e diretto da John Baumgartner, prodotto dalla Asylum e con protagonisti Jay Castles e Jason Woods.

## Distribuzione
Il film è stato distribuito il 19 maggio 2015 negli Stati Uniti d'America e successivamente in Italia dalla Minerva Pictures, con trasmissioni recenti su Canale 9 del circuito nazionale 7 Gold in Campania ed trasmesso sia su Cielo che sullo stesso circuito nazionale 7 Gold.

## Accoglienza
Il film è stato accolto in modo molto negativo, sia da parte del pubblico che della critica: esso, infatti ha ricevuto una valutazione di 2,0/10 su IMDb  e del 7% da parte del pubblico su Rotten Tomatoes.